# Ólafur Einarsson
Ólafur Einarsson (n. 870) fue un vikingo y bóndi de Ogdum Rogaland, Noruega. Su figura histórica está relacionada con la colonización de Árnessýsla en Islandia. Es un personaje de la saga de Njál, y saga de Grettir. Se casó con Guðbjörg Ófeigsdóttir (c. 880-923), hija de Ufeig burlufot Ivarson y fruto de esa relación nacieron dos hijos, Þormóður Ólafsson y Gudbrand Kula.